# Тойкка, Ойва
О́йва Ка́лерво То́йкка (фин. Oiva Kalervo Toikka; 29 мая 1930, Выборг, Финляндия — 22 апреля 2019) — финский художник, специалист по цветному стеклу, награждённый высшей государственной наградой Финляндии для деятелей искусства — медалью «Pro Finlandia» (1980), профессор стокгольмской школы искусств и дизайна Konstfack.
Художник сотрудничал со многими известными дизайнерскими фирмами в том числе с «Arabia» (1956—1959) и «Iittala». Международное признание художнику принесли стеклянные птицы, которые на протяжении десятилетий являются предметом коллекционирования, а также дизайнерская посуда серии «Росинки» (фин. Kastehelmi).
12 мая 2019 года в Музее стекла открылась ретроспективная выставка работ художника «В волшебной стране — искусство Ойвы Тойкки».

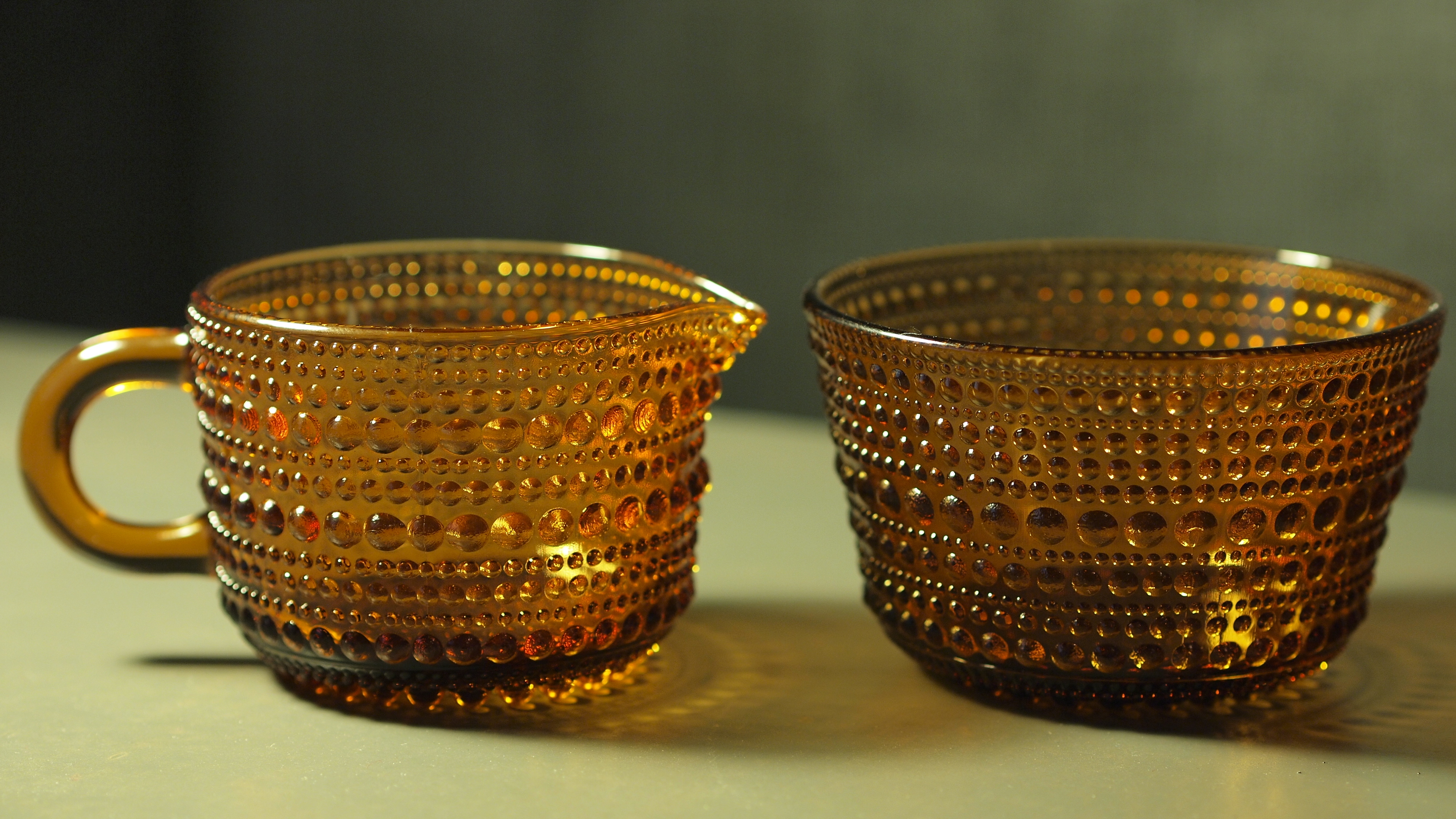
Посуда серии «Роса»